# Osthoffen
Osthoffen je občina v departmaju Bas-Rhin francoske regije Alzacija.
Leta 2011 je v občini živelo 819 oseb oz. 160 oseb/km².